# علم مجموعة شرق إفريقيا
علم مجموعة شرق أفريقيا هو العلم المستخدم منذ عام 2008 من قبل مجموعة شرق أفريقيا، وهي منظمة حكومية دولية تتكون من ستة بلدان في منطقة البحيرات العظمى الأفريقية في شرق أفريقيا.

## الوصف
يحدد قانون شعار المجموعة لعام 2003 الرمزية وراء العلم.
- الأزرق: بحيرة فيكتوريا للدلالة على وحدة الدول الشريكة لمجموعة دول شرق أفريقيا.
- الأبيض والأسود والأخضر والأصفر والأحمر: تمثل الألوان المختلفة لأعلام كل دولة من دول المجموعة.
- المصافحة: مجموعة شرق أفريقيا.
- المركز: شعار مجموعة شرق أفريقيا.

## التاريخ
تم اعتماد النسخة الأولى من العلم في عام 2003 بموجب قانون شعار المجموعة لعام 2003 عندما تكونت المجموعة من ثلاثة أعضاء فقط: كينيا وتنزانيا وأوغندا. في عام 2007 توسعت المجموعة لتشمل بوروندي ورواندا. وفي عام 2008، ولمراعاة هذا التوسع في العضوية، تم تمرير قانون (تعديل) شعارات المجموعة لعام 2008، والذي عدل الشارة لتشمل بوروندي ورواندا.